# Proton Competition
Proton Competition – niemiecki zespół wyścigowy, założony w 1996 roku przez Gerolda Rieda. Obecnie zespół startuje w FIA World Endurance Championship oraz 24-godzinnym wyścigu Le Mans. W przeszłości ekipa pojawiała się także w stawce European Le Mans Series, Grand-Am Sports Car Series, BPR Global GT Series, FIA GT Championship, Asian Le Mans Series, Intercontinental Le Mans Cup oraz Le Mans Series. Siedziba zespołu znajduje się w Ummendorf w Badenii Wirtembergii.

## Sukcesy zespołu
- Le Mans Series (GT2): 2009, 2010
- Intercontinental Le Mans Cup (GT2): 2010